# 김정호 (언론인)
김정호는 대한민국의 MBC 보도국 기자이다.

## 경력
- 1998년 : MBC 보도국 기자 입사
- 국방부 기자
- 뉴스 편집부 기자
- 국회 취재 기자
- 인권사회팀장

## 진행
- MBC 뉴스투데이 앵커 진행 : 2009년 5월 9일 ~ 2010년 6월 5일